# Lindauer Tor

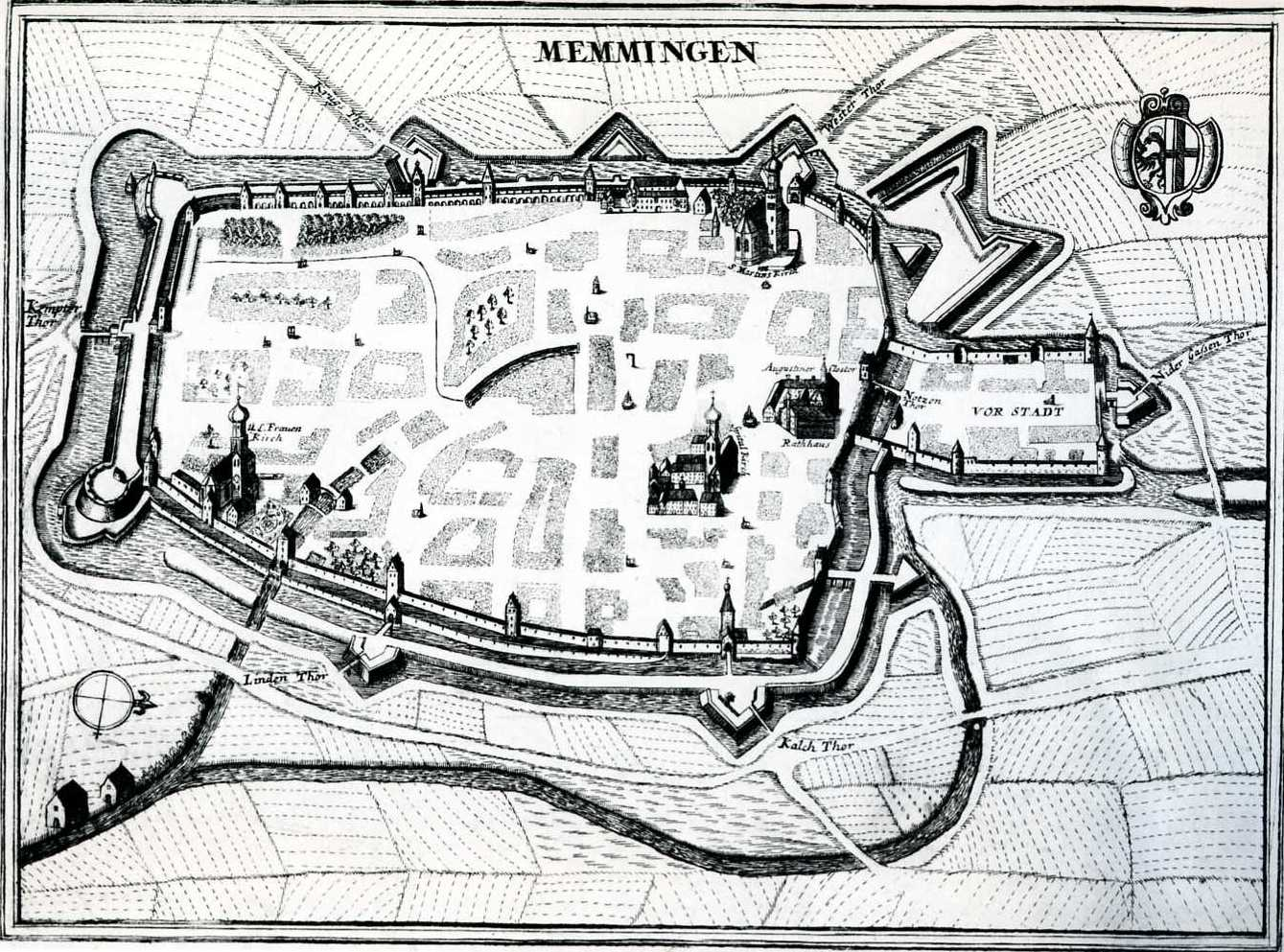
Krugs Thor links oben auf dem Plan von 1720 (Norden ist rechts)

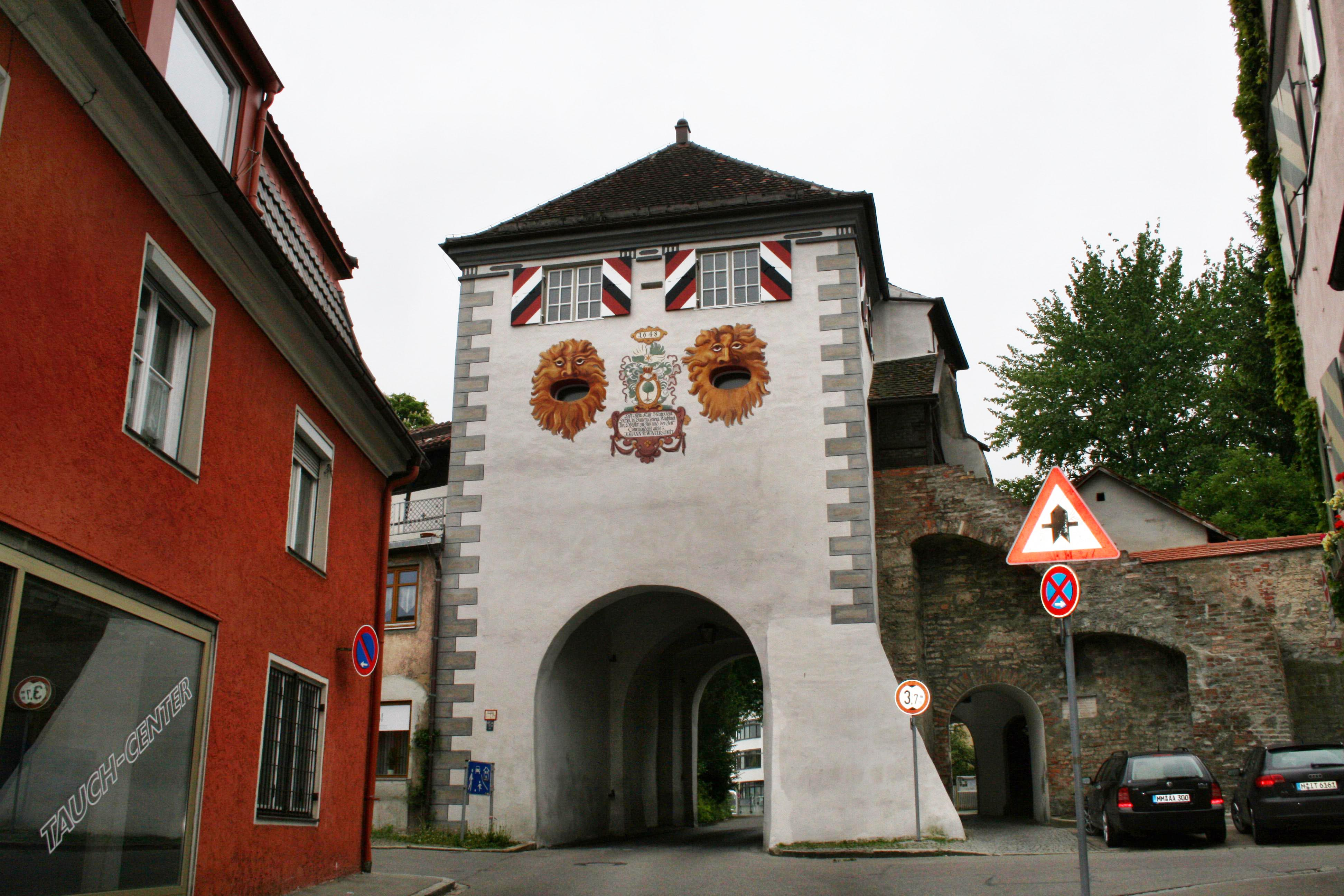
Innenseite des Lindauer Tores

Das Lindauer Tor ist ein Stadttor in der oberschwäbischen Stadt Memmingen. Es wurde auch Krugstor genannt.

## Lage
Das Tor steht an der Westseite der Altstadt, zwischen dem Westertor und dem Kempter Tor. In unmittelbarer Nähe befindet sich die Rote Kaserne; früher war dort auch die Schwarze Kaserne.

## Aussehen

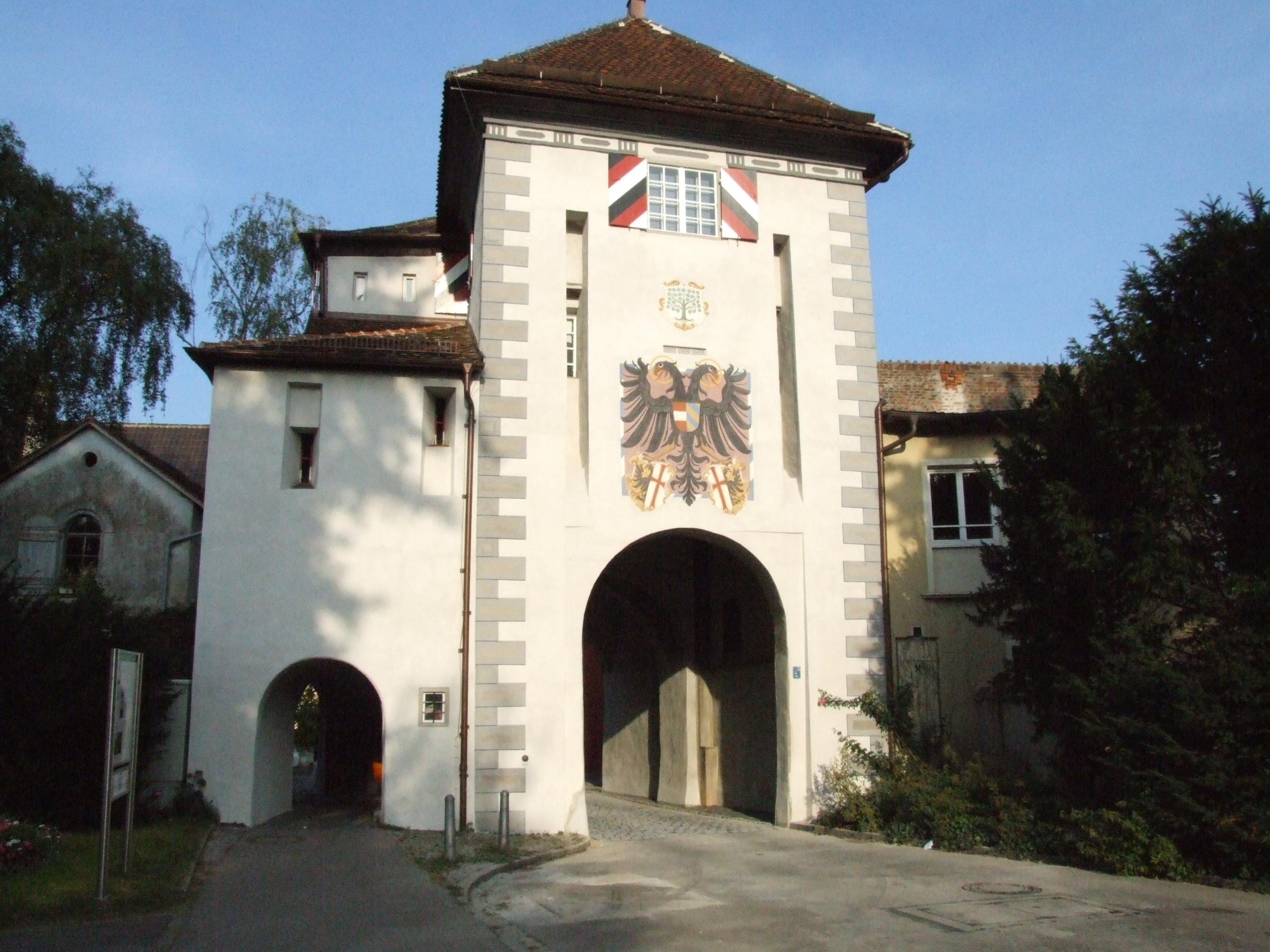
Westseite des Lindauer Tores

Das Tor wurde nach dem Dreißigjährigen Krieg als Gartenlaube wieder aufgebaut. Es zeigt auf der Westseite großflächig den Habsburger Doppeladler, der in jeder Pranke einen Schild mit dem Memminger Stadtwappen hält. Darüber befindet sich kleiner das Stadtwappen von Lindau. Auf der Innenseite ist das Tor mit zwei Löwenköpfen bemalt, deren Mäuler ovale kleine Fenster bilden. Zwischen den Löwenköpfen befindet sich das Wappen des Stadtkommandanten Johann von Winterscheid mit der Jahreszahl 1648 und einer Inschrift zu Ehren Winterscheids. Im 18. Jahrhundert bekam das Tor ein barockes Walmdach. Links vor der Einfahrt befindet sich ein historisches Zollhäuschen.

## Geschichte
Das westliche Ausfalltor wurde bereits 1371 im Rahmen der zweiten Stadterweiterung an der wichtigen Handelsstraße nach Lindau im Bodensee und in die Schweiz gebaut. Der hohe gotische Torturm mit seinem Satteldach fiel allerdings der Belagerung 1647 zum Opfer. Memmingen wurde im Dreißigjährigen Krieg neun Wochen lang von den kaiserlichen Truppen und den Bayern belagert, bis die schwedischen Verteidiger kapitulierten. Durch die fortwährende Beschießung wurde das Tor teilweise zerstört. Aus dieser Zeit stammt auch die Kanonenkugel auf der Westseite des Tores.
Heute dient das Tor als Gruppenraum für eine Gruppe des Fischertagsvereins und für die Christliche Pfadfinderschaft Kreuzträger (CPK), im vorgelagerte Zollhäuschen befinden sich der Gruppenraum der DPSG Memmingen-Buxheim.